# Discografia dei Bring Me the Horizon
La discografia dei Bring Me the Horizon, gruppo musicale britannico attivo dal 2003, si compone di otto album in studio, due album dal vivo, due raccolte, un album di remix, quattro EP e trentuno singoli.
Dopo aver debuttato con l'album del 2006 Count Your Blessings, raggiungono la notorietà al di fuori del Regno Unito da prima negli Stati Uniti con Suicide Season (2008) e poi nel resto del mondo con There Is a Hell, Believe Me I've Seen It. There Is a Heaven, Let's Keep It a Secret (2010) e Sempiternal (2013). That's the Spirit, del 2015, segna un cambio di rotta nella musica della band e contemporaneamente un forte consolidamento del loro successo internazionale. Il cambio di stile è ancora più netto nell'album Amo, del 2019, il primo del gruppo a raggiungere la cima delle classifiche britanniche. Nel 2020 il gruppo ha annunciato il progetto Post Human, consistente nella pubblicazione, nel corso dei successivi anni, di quattro album di inediti.

## Album

### Album in studio
| Anno | Titolo | Classifiche | Classifiche | Classifiche | Classifiche | Classifiche | Classifiche | Classifiche | Classifiche | Classifiche | Classifiche | Certificazioni                             |
| Anno | Titolo | UK          | UK Rock     | AUS         | AUT         | CAN         | DEU         | IRE         | JPN         | SWE         | USA         | Certificazioni                             |
| ---- | --- | ----------- | ----------- | ----------- | ----------- | ----------- | ----------- | ----------- | ----------- | ----------- | ----------- | ------------------------------------------ |
| 2006 | Count Your Blessings - Pubblicato: 30 ottobre - Etichetta: Visible Noise Records, Earache Records - Formato: CD, LP, download digitale                                                               | 93          | 9           | —           | —           | —           | —           | —           | —           | —           | —           |                                            |
| 2008 | Suicide Season - Pubblicato: 29 ottobre - Etichetta: Visible Noise Records, Epitaph Records - Formato: CD, 2 CD+DVD, LP, download digitale                                                           | 47          | 3           | 28          | —           | —           | —           | —           | —           | 27          | 107         | - UK: Argento                              |
| 2010 | There Is a Hell, Believe Me I've Seen It. There Is a Heaven, Let's Keep It a Secret - Pubblicato: 4 ottobre - Etichetta: Visible Noise Records, Epitaph Records - Formato: CD, LP, download digitale | 13          | 1           | 1           | 48          | 22          | 52          | 72          | 70          | 30          | 17          | - UK: Argento                              |
| 2013 | Sempiternal - Pubblicato: 1º aprile - Etichetta: RCA Records, Epitaph Records - Formato: CD, LP, download digitale                                                                                   | 3           | 1           | 1           | 17          | 22          | 22          | 33          | 142         | 32          | 11          | - UK: Oro - AUS: Oro - CAN: Oro - USA: Oro |
| 2015 | That's the Spirit - Pubblicato: 29 ottobre - Etichetta: RCA Records, Sony Music, Columbia Records - Formato: CD, LP, download digitale                                                               | 2           | 1           | 1           | 4           | 1           | 6           | 4           | 53          | 3           | 2           | - UK: Oro - AUS: Platino - CAN: Oro        |
| 2019 | Amo - Pubblicato: 25 gennaio - Etichetta: RCA Records, Sony Music, Columbia Records - Formato: CD, LP, MC, download digitale                                                                         | 1           | 1           | 1           | 5           | 12          | 3           | 15          | 28          | 16          | 14          | - UK: Argento                              |
| 2020 | Post Human: Survival Horror - Pubblicato: 30 ottobre - Etichetta: Sony Music, RCA Records - Formato: CD, LP, MC, download digitale                                                                   | 1           | 1           | 3           | 7           | 31          | 4           | 31          | 26          | 28          | 46          | - UK: Oro                                  |
| 2024 | Post Human: Nex Gen - Pubblicato: 24 maggio - Etichetta: Sony Music, RCA Records - Formato: CD, LP, MC, download digitale                                                                            | 5           | 1           | 4           | 6           | 37          | 8           | 26          | 23          | 27          | 36          | - UK: Argento                              |

### Album dal vivo
| Anno | Titolo |
| ---- | --- |
| 2015 | Live at Wembley - Pubblicato: 22 giugno - Etichetta: RCA Records, Sony Music, Live Here Now - Formato: 2 CD+DVD, DVD, BD                                                   |
| 2016 | Live at the Royal Albert Hall - Pubblicato: 2 dicembre - Etichetta: RCA Records, Sony Music - Formato: 2 CD+2 DVD+BD, 2 CD+2 DVD, 2 CD, 2 DVD, 3 LP, BD, download digitale |

### Raccolte
| Anno | Titolo                                                                                                | Classifiche | Certificazioni |
| Anno | Titolo                                                                                                | UK Rock     | Certificazioni |
| ---- | --- | ----------- | -------------- |
| 2014 | Limited Edition Vinyl Box Set - Pubblicato: 24 novembre - Etichetta: BMG - Formato: 5 LP              | —           |                |
| 2017 | 2004-2013 - Pubblicato: 24 novembre - Etichetta: Epitaph Records - Formato: CD, LP, download digitale | 7           | - UK: Argento  |

### Remix
| Anno | Titolo                                                                                |
| ---- | ------------------------------------------------------------------------------------- |
| 2025 | Lo-files - Pubblicato: 11 luglio - Etichetta: Sony Music - Formato: download digitale |

## Extended play
| Anno | Titolo | Classifiche | Certificazioni |
| Anno | Titolo | UK Rock     | Certificazioni |
| ---- | --- | ----------- | -------------- |
| 2004 | This Is What the Edge of Your Seat Was Made For - Pubblicato: 2 ottobre - Etichetta: Thirty Days of Night Records, Visible Noise Records - Formato: CD, download digitale | —           |                |
| 2012 | The Chill Out Sessions - Pubblicato: 22 novembre - Etichetta: indipendente - Formato: download digitale                                                                   | —           |                |
| 2016 | Live from Maida Vale - Pubblicato: 16 aprile - Etichetta: Columbia Records - Formato: 7"                                                                                  | —           |                |
| 2019 | Music to Listen To... - Pubblicato: 27 dicembre - Etichetta: Sony Music - Formato: download digitale                                                                      | 17          |                |

## Singoli

### Come artisti principali
| Anno | Titolo                                       | Classifiche | Classifiche | Classifiche | Classifiche | Classifiche | Certificazioni                                             | Album di provenienza                                                                |
| Anno | Titolo                                       | UK          | UK Rock     | AUS         | USA Rock    | USA Main.   | Certificazioni                                             | Album di provenienza                                                                |
| ---- | -------------------------------------------- | ----------- | ----------- | ----------- | ----------- | ----------- | ---------------------------------------------------------- | ----------------------------------------------------------------------------------- |
| 2010 | It Never Ends                                | 103         | 3           | —           | —           | —           |                                                            | There Is a Hell, Believe Me I've Seen It. There Is a Heaven, Let's Keep It a Secret |
| 2011 | Visions                                      | —           | —           | —           | —           | —           |                                                            | There Is a Hell, Believe Me I've Seen It. There Is a Heaven, Let's Keep It a Secret |
| 2013 | Shadow Moses                                 | 82          | 2           | —           | —           | —           | - UK: Oro - AUS: Platino                                   | Sempiternal                                                                         |
| 2013 | Sleepwalking                                 | 122         | 3           | —           | —           | 14          | - UK: Argento - AUS: Platino                               | Sempiternal                                                                         |
| 2013 | Go to Hell, for Heaven's Sake                | —           | —           | —           | —           | 22          |                                                            | Sempiternal                                                                         |
| 2013 | Can You Feel My Heart                        | —           | 5           | —           | 39          | 26          | - UK: Platino - AUS: Platino (2) - CAN: Platino            | Sempiternal                                                                         |
| 2014 | Drown                                        | 17          | 1           | —           | 11          | 8           | - UK: Oro - AUS: Platino - BRA: Oro                        | /                                                                                   |
| 2015 | Happy Song                                   | 55          | 1           | 68          | 46          | 9           | - UK: Argento - AUS: Platino - BRA: Oro                    | That's the Spirit                                                                   |
| 2015 | Throne                                       | 51          | 1           | 58          | 12          | 1           | - UK: Platino - AUS: Platino (2) - BRA: Platino - CAN: Oro | That's the Spirit                                                                   |
| 2015 | True Friends                                 | 91          | 1           | 91          | 22          | —           | - UK: Argento - AUS: Platino - BRA: Oro                    | That's the Spirit                                                                   |
| 2016 | Follow You                                   | 95          | 1           | —           | 40          | —           | - UK: Argento - AUS: Oro - BRA: Oro                        | That's the Spirit                                                                   |
| 2016 | Avalanche                                    | 97          | 7           | —           | —           | —           | - UK: Argento - AUS: Oro                                   | That's the Spirit                                                                   |
| 2016 | Oh No                                        | 166         | 10          | —           | —           | —           |                                                            | That's the Spirit                                                                   |
| 2018 | Mantra                                       | 55          | 1           | —           | 15          | 5           | - UK: Argento - AUS: Platino - BRA: Oro                    | Amo                                                                                 |
| 2018 | Wonderful Life (feat. Dani Filth)            | —           | 8           | —           | 33          | 18          | - AUS: Oro - BRA: Oro                                      | Amo                                                                                 |
| 2019 | Medicine                                     | 42          | 2           | —           | 9           | —           | - UK: Argento - AUS: Oro - BRA: Oro                        | Amo                                                                                 |
| 2019 | Mother Tongue                                | 68          | 4           | —           | 23          | —           | - BRA: Oro                                                 | Amo                                                                                 |
| 2019 | Nihilist Blues (feat. Grimes)                | 77          | 5           | —           | 45          | —           |                                                            | Amo                                                                                 |
| 2019 | Sugar Honey Ice & Tea                        | —           | 14          | —           | 47          | 33          | - BRA: Oro                                                 | Amo                                                                                 |
| 2019 | Ludens                                       | 75          | 2           | —           | 13          | 22          | - AUS: Oro - BRA: Oro                                      | Death Stranding: Timefall (Original Music from the World of Death Stranding)        |
| 2020 | Parasite Eve                                 | 28          | 1           | 82          | 10          | 18          | - UK: Argento - AUS: Oro - BRA: Oro - USA: Oro             | Post Human: Survival Horror                                                         |
| 2020 | Obey (con Yungblud)                          | 37          | 1           | 99          | 21          | —           | - UK: Argento - AUS: Oro                                   | Post Human: Survival Horror                                                         |
| 2020 | Teardrops                                    | 39          | 1           | —           | 16          | 2           | - UK: Argento - AUS: Oro - BRA: Oro - USA: Oro             | Post Human: Survival Horror                                                         |
| 2021 | Die4U                                        | 41          | 1           | —           | 23          | 5           |                                                            | Post Human: Nex Gen                                                                 |
| 2022 | Strangers                                    | 60          | 6           | —           | 28          | 10          |                                                            | Post Human: Nex Gen                                                                 |
| 2023 | Lost                                         | 29          | 1           | —           | 22          | 37          |                                                            | Post Human: Nex Gen                                                                 |
| 2023 | Amen! (feat. Lil Uzi Vert and Daryl Palumbo) | —           | —           | —           | 42          | —           |                                                            | Post Human: Nex Gen                                                                 |
| 2023 | Darkside                                     | 31          | 2           | —           | 42          | 31          |                                                            | Post Human: Nex Gen                                                                 |
| 2024 | Kool-Aid                                     | 21          | 1           | —           | 31          | 5           |                                                            | Post Human: Nex Gen                                                                 |
| 2025 | Wonderwall                                   | —           | 30          | —           | —           | —           |                                                            | /                                                                                   |

### Come artisti ospiti
| Anno | Titolo                                                               | Classifiche | Classifiche | Classifiche | Classifiche | Classifiche | Certificazioni           | Album di provenienza       |
| Anno | Titolo                                                               | UK          | UK Rock     | AUS         | USA         | USA Rock    | Certificazioni           | Album di provenienza       |
| ---- | -------------------------------------------------------------------- | ----------- | ----------- | ----------- | ----------- | ----------- | ------------------------ | -------------------------- |
| 2021 | Let's Get the Party Started (Tom Morello feat. Bring Me the Horizon) | —           | —           | —           | —           | —           |                          | The Atlas Underground Fire |
| 2022 | Bad Habits (Ed Sheeran feat. Bring Me the Horizon)                   | —           | —           | —           | —           | 19          |                          | = (Tour Edition)           |
| 2022 | Maybe (Machine Gun Kelly feat. Bring Me the Horizon)                 | 39          | —           | 38          | 68          | 6           | - UK: Argento - CAN: Oro | Mainstream Sellout         |
| 2022 | Fallout (Masked Wolf feat. Bring Me the Horizon)                     | —           | 29          | —           | —           | —           |                          | /                          |
| 2022 | Bad Life (Sigrid feat. Bring Me the Horizon)                         | 50          | —           | —           | —           | —           |                          | How to Let Go              |
| 2023 | Wish I Could Forget (Slander feat. Blackbear & Bring Me the Horizon) | —           | —           | —           | —           | —           |                          | /                          |
| 2023 | Code Mistake (Corpse feat. Bring Me the Horizon)                     | —           | —           | —           | —           | 35          |                          | /                          |
| 2023 | Werewolf (Lil Uzi Vert feat. Bring Me the Horizon)                   | —           | —           | —           | 81          | 5           |                          | Pink Tape                  |

## Video musicali
| Anno | Titolo                                  | Regista                    |
| ---- | --------------------------------------- | -------------------------- |
| 2006 | Traitors Never Play Hangman             | —                          |
| 2007 | Pray for Plagues                        | Kenny Lindström            |
| 2008 | For Stevie Wonder's Eyes Only (Braille) | Perrone Salvatore          |
| 2008 | The Comedown                            | Adam Powell                |
| 2009 | Chelsea Smile                           | Adam Powell                |
| 2009 | Diamonds Aren't Forever                 | Khaled Lowe                |
| 2009 | The Sadness Will Never End              | Adam Powell                |
| 2010 | It Never Ends                           | Plastic Kid                |
| 2011 | Anthem                                  | Shane Davey                |
| 2011 | Blessed with a Curse                    | Toxic                      |
| 2011 | Visions                                 | Plastic Kid                |
| 2011 | Alligator Blood                         | Stuart Birchall            |
| 2013 | Shadow Moses                            | Aniceideaeveryday          |
| 2013 | Sleepwalking                            | Aniceideaeveryday          |
| 2013 | Go to Hell, for Heaven's Sake           | Danny Todd                 |
| 2013 | Can You Feel My Heart                   | Danny Todd                 |
| 2014 | Drown                                   | Plastic Kid                |
| 2015 | Throne                                  | Oliver Sykes e Plastic Kid |
| 2015 | True Friends                            | Oliver Sykes               |
| 2016 | Follow You                              | Oliver Sykes e Frank Borin |
| 2016 | Avalanche                               | Tom Sykes                  |
| 2016 | Oh No                                   | Isaac Eastgate             |
| 2018 | Mantra                                  | Alex Southam               |
| 2018 | Wonderful Life                          | Theo Watkins               |
| 2019 | Medicine                                | Oliver Latta               |
| 2019 | Sugar Honey Ice & Tea                   | Oliver Sykes e Brian Cox   |
| 2019 | In the Dark                             | Oliver Sykes e Brian Cox   |
| 2019 | Ludens                                  | Oliver Sykes               |
| 2020 | Parasite Eve                            | Oliver Sykes               |
| 2020 | Obey                                    | Oliver Sykes               |
| 2020 | Teardrops                               | Oliver Sykes               |
| 2021 | Die4U                                   | Oliver Sykes               |
| 2022 | Strangers                               | Thomas James               |
| 2023 | Lost                                    | Oliver Sykes               |
| 2023 | Amen!                                   | Weston Allen               |
| 2024 | Kool-Aid                                | Jensen Noen                |
| 2024 | Top 10 Statues That Cried Blood         | Harry Lindley              |
| 2025 | Wonderwall                              | Oliver Sykes               |